# Apolinar Diaz de la Fuente
Pour les articles homonymes, voir Diaz de la Fuente.
Apolinar Diaz (ou Diez) de la Fuente, né à Marakuhana (auj. San Fernando de Atabapo) et mort en 1805, est un explorateur espagnol.

## Biographie
Diaz de la Fuente est un des lieutenants de José Solano y Bote en mission pour délimiter la frontière entre la Guyane espagnole et la Guyane portugaise (1754). Il est connu pour être le premier explorateur de l'Orénoque (1767-1770). En 1767, croyant avoir rejoint le Guaharibos, il arrive en réalité au raudal de Manaviche (Manaviche River (en)). Il fonde alors sur le Haut-Orénoque La Esmeralda,.
Gouverneur de Quijos (1779), on lui doit une carte très fautive de ses voyages ainsi qu'avec Francisco de Bobadilla, le récit Reconocimiento del Orinoco y Río Negro publié dans l'ouvrage de Angel De Altolaguirre y Duvale, Relaciones geográficas de la Gobemación de Venezuela : 1767-1768. 
Il finit vraisemblablement sa vie à Córdoba.

## Postérité
- Une cascade du Venezuela porte son nom.
- Jules Verne le mentionne dans son roman Le Superbe Orénoque (partie 1, chapitre I)[8].